# Capodanno a New York
(Tagline del film)
Capodanno a New York (New Year's Eve) è un film del 2011 diretto da Garry Marshall.
Film corale, concepito dagli stessi produttori del film Appuntamento con l'amore (Valentine's Day), con cui condivide anche genere e alcuni membri del cast, ma non ne costituisce un sequel.

## Trama
A New York, la vigilia di capodanno, alcune persone attendono il nuovo anno affrontando nuove avventure, dovendo rimediare a vecchi errori, in compagnia di vecchi amici o accanto ai propri cari; ma ognuno alla fine troverà un motivo in più per festeggiare.
Tra queste ci sono Claire, la quale deve far in modo che la caduta annuale della sfera a Times Square vada liscia come l'olio, il tutto in tempo per andare a trovare il padre Stan Harris in fin di vita che muore vedendo la caduta della sfera di Times Square con la figlia, come facevano ogni vigilia di Capodanno insieme.
L'infermiera di Stan, Aimee, che terminato il turno lavorativo si collega con il computer dell'ospedale con il fidanzato, militare in missione lontano da New York, con il quale si intrattiene per poco tempo, visto che il fidanzato riceve un'improvvisa chiamata.
Tess e il marito Griffin, assistiti da un'infermiera vogliono far nascere il primo bambino nel 2012, inaugurando una buffa competizione con un'altra coppia in gravidanza. Dopo numerose peripezie Tess partorisce per prima, ma inteneriti dai figli dell'altra coppia molto felici di avere un figlio dichiarano di aver partorito per secondi.
Una star della musica, Jensen, mentre si prepara per il concerto di mezzanotte, cerca di ricongiungersi con la sua vecchia fiamma, la chef Laura, abbandonata esattamente il capodanno precedente, che alla fine si convince a dargli una seconda occasione.
Ingrid, segretaria cinquantenne stressata, si licenzia dal dispotico capo per realizzare una lunga lista di desideri non avverati in tanti anni, con l'ausilio del giovane e attraente Paul.
Il fumettista depresso Randy, che odia totalmente la festa di capodanno, a causa di una delusione amorosa in un passato capodanno, rimane bloccato in ascensore con la corista Elise, della quale si innamora, ma una volta sbloccato l'ascensore, Elise va a cantare per il concerto a Times Square, a cui Randy assiste, per poi iniziare una relazione con lui.
Infine Kim è madre single neo-divorziata della quindicenne Hailey, che ha in programma un bacio a mezzanotte con Seth, ma dato che la madre glielo impedisce la ragazzina scappa di casa. Hailey riesce a baciare il ragazzo ed a ottenere il permesso di uscire con lui, pur entrando in punizione. Ritrovandosi sola, Kim incontra Sam, cui aveva dato un appuntamento il capodanno precedente.

## Produzione
Nel febbraio 2010, all'uscita di Appuntamento con l'amore, i produttori dichiararono di essere già al lavoro per un nuovo film. Il budget di produzione del film fu di circa 56 milioni di dollari.

### Cast
A fine ottobre 2010 iniziò il casting con Lea Michele, all'esordio nel mondo cinematografico, ad essere la prima attrice ingaggiata. Nelle settimane successive entrarono a far parte del cast anche Abigail Breslin, Robert De Niro, Michelle Pfeiffer, Hilary Swank e Ashton Kutcher. L'8 dicembre 2010 fu annunciato anche l'ingaggio di Sofía Vergara e Jessica Biel; mentre una settimana dopo si unirono al cast Sarah Jessica Parker, Zac Efron e Halle Berry. Durante il mese di gennaio 2011 si aggregarono anche Jon Bon Jovi, Seth Meyers, Til Schweiger, Josh Duhamel, Ice Cube, Ryan Seacrest e Katherine Heigl. Nel mese di febbraio si aggiunsero Alyssa Milano, Carla Gugino e Jake T. Austin; mentre nel frattempo venne confermata la presenza di Halle Berry, che a fine gennaio aveva annunciato la sua non disponibilità a causa della battaglia legale iniziata dopo la separazione dal compagno Gabriel Aubry. Il 22 marzo il numeroso cast corale si completò con l'ingresso di Ludacris.
Nel Cast, in un cammeo, si apprezzano anche John Lithgow, nel ruolo del direttore dell'editrice musicale, Matthew Broderick, in quello del presidente della Time Square Alliance, Keith Carradine, che interpreta il capo della squadra elettricisti che si occupano della sfera e Anne Hathaway, che alla mezzanotte bacia un poliziotto.

### Riprese
Le riprese si svolsero interamente a New York tra il 1º febbraio e l'8 aprile 2011, eccetto alcune parti filmate durante i festeggiamenti della notte di San Silvestro tra il 31 dicembre 2010 e il Capodanno 2011.

## Colonna sonora
La colonna sonora ufficiale del film fu distribuita su CD Audio a partire dal 6 dicembre 2011 ed è composta dai seguenti brani:
1. This Is the New Year (Ian Axel) - 3:15
2. Can't Turn You Loose (Jon Bon Jovi feat. Lea Michele) - 2:49
3. 2012 (It Ain't the End) (Jay Sean feat. Nicki Minaj) - 3:42
4. New Year (Kate York) - 3:05
5. Life Is a Bomb (Sophie B. Hawkins) - 3:28
6. Have a Little Faith in Me (Jon Bon Jovi) - 3:52
7. Light Up the Sky (Duncan) - 3:26
8. Better Days (Goo Goo Dolls) - 3:35
9. Auld Lang Syne (Lea Michele) - 3:29
10. Raise Your Glass (Pink) - 3:24
11. Best Day of Your Life (Katie Herzig) - 3:23
12. Whattaya Say (Jacob Saylor) - 3:11
13. Bringing in a Brand New Year (Charles Brown) - 5:30

## Distribuzione
Il primo trailer ufficiale venne diffuso a partire dal 27 luglio 2011; il trailer italiano invece fu distribuito dal 16 novembre 2011.
Negli Stati Uniti il film venne distribuito dal 9 dicembre 2011 a cura della New Line Cinema. Pochi giorni prima, il 5 dicembre, si era tenuta una proiezione in anteprima al Grauman's Chinese Theatre di Hollywood con la presenza dei produttori e del cast artistico. In Italia debuttò nelle sale cinematografiche il 23 dicembre 2011, distribuito dalla Warner Bros. Pictures Italia.

## Accoglienza

### Incassi
Durante il weekend d'esordio negli Stati Uniti il film fece registrare modesti risultati al botteghino, raccogliendo circa 13,7 milioni di dollari. In Italia, nel primo weekend di programmazione, incassò 768.086 euro, classificandosi quinto tra i film in programmazione.
Capodanno a New York incassò più di 54 milioni di dollari negli Stati Uniti e complessivamente oltre 142 milioni di dollari in tutto il mondo.

### Critica
Il film fu accolto negativamente dalla critica. Roger Ebert sul Chicago Sun-Times criticò molto negativamente la sceneggiatura, arrivando a chiedersi come sia stato possibile raccogliere più di due dozzine di stelle del cinema e non trovare qualcosa di interessante da fare per nessuna di esse. Il critico statunitense riservò commenti negativi anche per la regia. Secondo la rivista Variety la lunghezza del cast, con la conseguente impossibilità di approfondire le storie narrate, invece di costituire un punto di forza si è rivelata uno dei più grandi limiti del film. Secondo Michael Rechtshaffen, critica del The Hollywood Reporter, il film si presenta attraente ed effervescente come una coppa di champagne, ma la sdolcinata tecnica di mischiare banali commedie romantiche, oltre che risultare vecchia, è anche poco efficace. Il quotidiano britannico Daily Telegraph lo giudicò «orrendo»; mentre per Entertainment Weekly, nonostante sia stupido e sgradevole, rientra nel genere di quei film sdolcinati che possono risultare piacevoli durante una serata di vacanza.

## Riconoscimenti
La pellicola riceve numerose nomination ai Razzie Awards:
- Razzie Awards 2011:
  - Peggior film;
  - Peggior attrice protagonista per Sarah Jessica Parker;
  - Peggior cast d'insieme;
  - Peggior regista per Garry Marshall;
  - Peggior sceneggiatura per Katherine Fugate.